# NGC 2985
NGC 2985 (другие обозначения — UGC 5253, MCG 12-10-6, ZWG 333.4, ZWG 332.67, IRAS09459+7230, PGC 28316) — спиральная галактика (Sb) в созвездии Большая Медведица.
Этот объект входит в число перечисленных в оригинальной редакции «Нового общего каталога».
Галактика NGC 2985 входит в состав группы галактик NGC 2985. Помимо NGC 2985 в группу также входят NGC 3027 и UGC 5455.
В галактике было обнаружено ультракомпактное ядерное кольцо радиусом около 50 парсек.